# 카르토펠주페

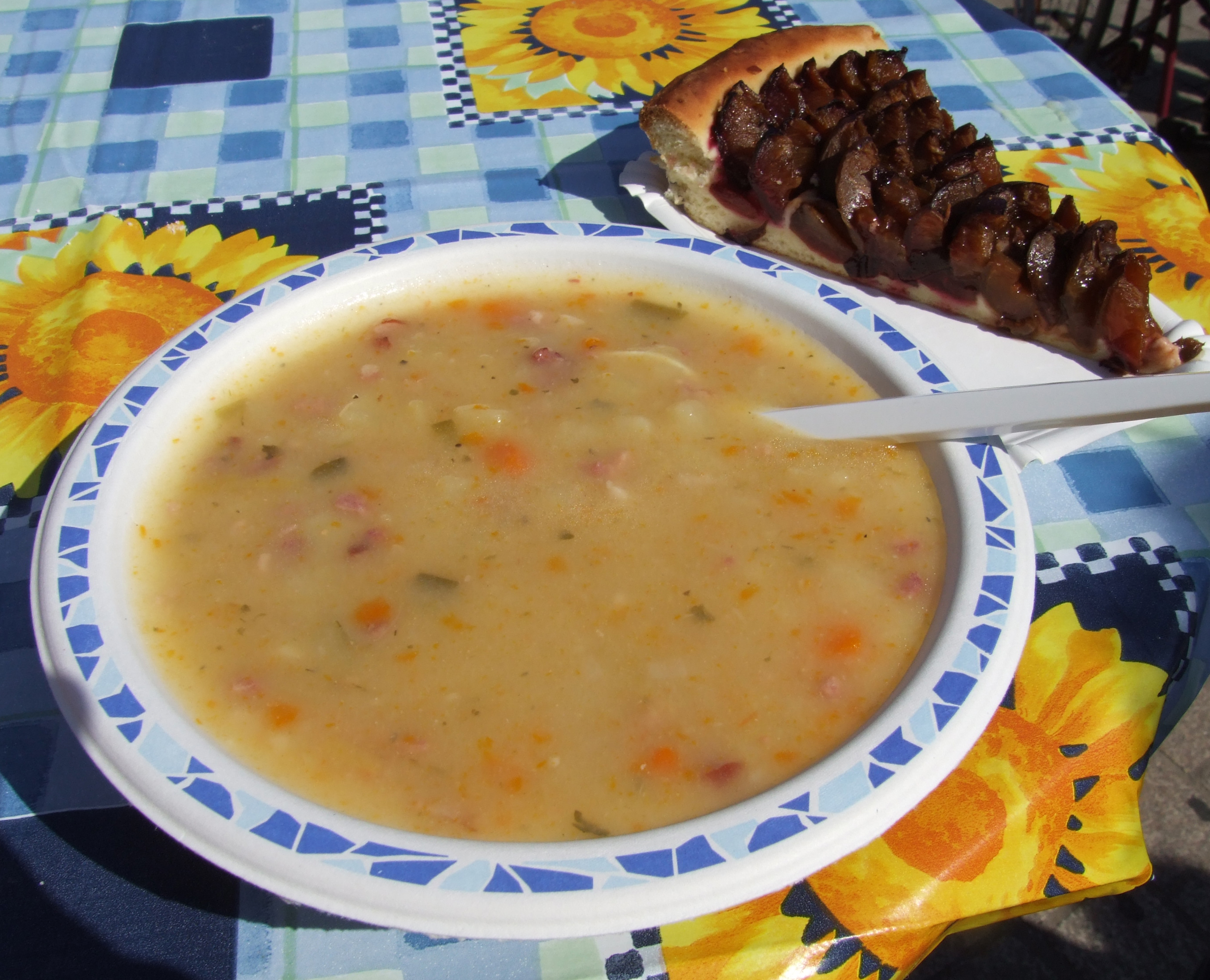
카토펠즈페

카토펠즈페(Kartoffelsuppe)는 독일의 감자 수프를 칭하는 말로, 감자를 주재료로 하고 각종 채소나 소시지를 첨가할 때도 있다.